# Lander (prénom)
Pour les articles homonymes, voir Lander.
Lander est un prénom masculin basque. 
Variante de Leandro, proche de la forme latine de Leander, et provenant de la tradition sabinienne.

## Prénom
- Pour l'ensemble des articles sur les personnes portant ce prénom, consulter :
  - la liste des articles dont le titre commence par ce prénom
  - les listes produites par Wikidata : Liste des personnes de prénom « Lander » — même liste en incluant les éventuels prénoms composés qui contiennent « Lander ».